# 494 př. n. l.

## Události
- Námořní bitva u Mílétu v rámci řecko-perských válek. Fénická flotila v perských službách poráží Řeky, následuje vyplenění města Milét.
- Námořní Bitva u Ladéu v rámci řecko-perských válek.
- 1. plebejská secese

## Hlava státu
- Perská říše – Dareios I. (522–486 př. n. l.)
- Egypt – Dareios I. (522–486 př. n. l.)
- Sparta – Kleomenés I. (520–490 př. n. l.)
- Makedonie – Alexandr I. (498–454 př. n. l.)
- Kartágo – Hamilcar I. (510–480 př. n. l.)